# بردسير
بردسير (بالفارسية: بردسیر) هي مدينة تقع في محافظة كرمان، إيران. تقع هذه المدينة على بعد 65 كم من كرمان. يقدر عدد سكانها بـ 31,801 نسمة .